# Lund község (Norvégia)
Lund község (norvégül: Lund kommune), egy község Rogaland megyében, Norvégiában. A közigazgatási központja Moi helységben van. Lunde plébánia (socken), mint község 1838. január 1-én alakult meg és 1965. január 1-én egyesült Heskestad községgel.

## Nevének eredete
A névadója egy régi „Lundr” óskandináv nevű tanya volt, amikor az első templomot építették itt. A név megegyezik a „lundr” szóval, ami ligetet vagy csalitot jelent.
A község Rogaland megye déli részén található, Kristiansand és Stavanger között. Sirdal, Flekkefjord, Sokndal és Eigersund községekkel határos. A község úgy ismert mint ahol az ipari foglalkoztatottság az egyik legmagasabb az országban.

## Önkormányzat
Norvégiában minden község felelős a következő szolgáltatások ellátásáért: általános oktatás (kötelező 10 osztály), járóbeteg-szakellátás, idősek ellátása,  munkanélküliség és egyéb szociális szolgáltatások, városrendezés, gazdasági fejlesztés és községi utak. A községet választott képviselők vezetik, akik maguk közül választják a polgármestert.

### Községi tanács
Lund községi tanácsának 21, négy évre választott képviselője van.
A képviselők pártok szerinti megoszlása a következő:
| Községi tanács 2015–2019 | Községi tanács 2015–2019 |
| Párt                     | Képviselő                |
| ------------------------ | ------------------------ |
| Arbeiderpartiet          | 7                        |
| Fremskrittspartiet       | 4                        |
| Høyre                    | 3                        |
| Kristelig Folkeparti     | 3                        |
| Senterpartiet            | 2                        |
| Venstre                  | 2                        |
| Összesen                 | 21                       |

## Földrajz
Lund község Rogaland megye délkeleti részén fekszik, Vest-Agder megyével határosan. Délen Sokndal, nyugaton Eigersund, észak-északkeleten Sirdal (Vest-Agder) és keleten Flekkefjord (Vest -Agder) község határolja. A Lundevatnet tó Lund délkeleti határánál fekszik. A Hovsvatnet tó a község központi részén, Moi-tól északra van. A nyugati részen két tó is található, a Grøsfjellvatnet és a Teksevatnet.

### Éghajlat
| Hónap                                      | Jan. | Feb. | Már. | Ápr. | Máj. | Jún. | Júl. | Aug. | Szep. | Okt. | Nov. | Dec. | Év   |
| ------------------------------------------ | ---- | ---- | ---- | ---- | ---- | ---- | ---- | ---- | ----- | ---- | ---- | ---- | ---- |
| Átlaghőmérséklet (°C)                      | −1,5 | −1,5 | 1,0  | 4,4  | 9,3  | 13,0 | 14,2 | 13,7 | 10,6  | 7,6  | 3,0  | −0,6 | 6,1  |
| Átl. csapadékmennyiség (mm)                | 198  | 145  | 156  | 90   | 113  | 111  | 122  | 170  | 232   | 273  | 258  | 222  | 2090 |
| Forrás: Norwegian Meteorological Institute |      |      |      |      |      |      |      |      |       |      |      |      |      |

## Fordítás
- Ez a szócikk részben vagy egészben  a   Lunds kommun, Norge című svéd Wikipédia-szócikk fordításán alapul.  Az eredeti cikk szerkesztőit annak laptörténete sorolja fel. Ez a jelzés csupán a megfogalmazás eredetét és a szerzői jogokat jelzi, nem szolgál a cikkben szereplő információk forrásmegjelöléseként.
- Ez a szócikk részben vagy egészben  a   Lund, Norway című angol Wikipédia-szócikk fordításán alapul.  Az eredeti cikk szerkesztőit annak laptörténete sorolja fel. Ez a jelzés csupán a megfogalmazás eredetét és a szerzői jogokat jelzi, nem szolgál a cikkben szereplő információk forrásmegjelöléseként.